# Wojciech Stanisław Czacki
Wojciech Stanisław Czacki herbu Świnka (zm. w 1699 roku) – chorąży wołyński w latach 1693-1694, miecznik kaliski w latach 1692-1693, starosta włodzimierski w latach 1694-1699.
Poseł sejmiku podolskiego na sejm zwyczajny 1692/1693 roku. Poseł sejmiku wołyńskiego na sejm konwokacyjny 1696 roku. Po zerwanym sejmie konwokacyjnym 1696 roku przystąpił 28 września 1696 roku do konfederacji generalnej.